# Гранд магазин
Гранд магазин је колажна телевизијска емисија забавно-контактног карактера која се емитује радним данима од 12:00 до 15:00 часова на Гранд ТВ.

## Историјат
Гранд магазин се на (Гранд телевизији) приказује од 17. априла 2014. године.
Тренутно емитује се 8. сезона ове телевизијске емисије.
У првих седам сезона уредник ове емисије је био Горан Чомор, док у тренутној осмој уместо њега након његовог одласка са Гранд телевизије на место уредника долази Синиша Медић.

## Опис емисије
Емисија колажног типа, која садржи: актуелности, музика, мода, спорт, врхунски гости и занимљиве теме. Три сатa живог програма сваког радног дана.
Тренутно се емитује осма сезона.  
У првој сезони емисија је трајала 4 сата, и то сваког дана, и викендом, од 12:00 до 16:00 часова.
У другој сезони укидају се викенд издања и скраћује се време трајање емисије за 20 минута, емисија се емитује од 12:00 до 15:40 и то понедељком до петком све до седме сезоне.
У осмој сезони, у септембру 2020. емисија добија ново визуелно освежење, као и нови визуелни идентитет и шпица и овога пута емисија се емитује само три сата и то од 12:00 до 15:00 часова.

## Водитељи
Тренутно емисију воде: Ивана Ђорђевић, Мила Ћурчић, Живојин Крстић, Сања Ђулибрк и Маја Ненадић.
Бивши водитељи Гранд магазина су: Катарина Обрадовић, Тамара Стојмиров, Игор Ћурчић, Бојана Лазић, Јована Пешић, Андријана Бакић, Игор Карадаревић и Горан Јовановић.